# Mutaib ibn Abd al-Aziz Al Su’ud
Mutaib ibn Abd al-Aziz Al Su’ud (arab. ‏منصور بن عبد العزيز آل سعود‎; ur. 1931 w Rijadzie, zm. 2 grudnia 2019) – saudyjski książę, przedsiębiorca.
Był synem pierwszego króla Arabii Saudyjskiej – Abd al-Aziza ibn Su’uda oraz jednej z jego żon Szahidy.
W latach 1951–1956 zajmował stanowisko wiceministra obrony i lotnictwa. Od 1959 do 1960 sprawował urząd gubernatora prowincji Mekka, a później jego zastępcy (1963–1969). Był ministrem – najpierw robót publicznych i mieszkalnictwa, a następnie spraw miejskich i wiejskich oraz mieszkalnictwa. 
Ożenił się i miał dzieci:
- księżniczkę Nuf
- księżniczkę Sitę
- księcia Mansura
- księżniczkę Mahę
- księżniczkę al-Anud
- księżniczkę Szahidę
- księżniczkę Sarę
- księżniczkę Mudhawi
- księcia Abd al-Aziza